# 권태망
권태망(權泰望, 1953년 10월 27일 ~ )는 대한민국의 정치인이다. 부산광역시의원을 지냈으며 제16대 국회의원이었다.

## 학력
- 거제초등학교 졸업
- 중앙중학교 졸업
- 부산상업고등학교 졸업
- 고려대학교 문과대학 학사
- 연세대학교 행정대학원 행정학 석사
- 중국 상하이 화둥 사범대학 사회과학대학원 국제정치학과 정치학 박사

## 경력
- 부산광역시의회의원
- 대한 본국 투,검도 협회 총재
- 동아대학교 겸임교수
- 동의대학교 전임강사
- 모던코리아 대표
- 국회 행정자치위원회 위원
- 국회 원내부총무, 운영위원회 위원, 윤리특별위원회 위원
- 한나라당 중앙선거대책위원회 원내대책실 부실장
- 한국 대만 의원친선협회 부회장
- 국회 지방자치포럼21연구책임의원
- 최재형 열린캠프 자문위원

## 역대 선거 결과
|  | 1.21% |

|  | 47.4% |

|  | 67.11% |

|  | 49.15% |

|  | 7.21% |